# Neri di Gino Capponi (1452-1519)
Neri di Gino Capponi (Firenze, 1452 – Vico Pisano, 1519) è stato un politico italiano.

## Biografia
Finanziò la spedizione di Carlo VIII in Italia, ma ottenne solo accuse di tradimento da parte dei fiorentini.